# Boulevard Marguerite de Rochechouart
De Boulevard Marguerite de Rochechouart (tot 2019 Boulevard de Rochechouart) is een boulevard in Parijs die de scheiding vormt tussen het 9e en 18e arrondissement, net ten noorden van het Gare du Nord.

## Geschiedenis
De aan de voet van de heuvel Montmartre gelegen weg is vernoemd naar Marguerite de Rochechouart de Montpipeau (1665-1727), een abdis van het klooster van Montmartre. De weg is ontstaan als gevolg van de samenvoeging in 1864 van alle wegen en boulevards die de muur van de Fermiers généraux, de afbakening van de stadsgrenzen van Parijs volgden. Door de gebiedsuitbreiding die Parijs onder baron Haussmann onderging verloor de muur in 1860 haar functie, en werd het vrijgekomen terrein voor een omringing van grote boulevards gebruikt. 40 jaar later werd dit terrein ook gebruikt voor de aanleg van de metro; de boulevard de Rochechouart wordt bediend door lijn 2, die hier gedeeltelijk over een viaduct en gedeeltelijk ondergronds het tracé van de muur volgt. Voor de afbraak werd de weg aan de binnenkant van de muur hier de boulevard des Poissonniers genoemd; de weg aan de buitenkant heette daarvoor ook al boulevard de Rochechouart.

## Enkele bekende gebouwen
- Nr. 66, de componist Gustave Charpentier woonde hier het grootste gedeelte van zijn leven.
- Nr. 80, het theater Trianon, voorheen bekend als het theater Élysée-Montmartre,
- Voorheen op nr. 84 Le Chat Noir, een cabaret dat vereeuwigd is door de schilder Rodolphe Salis. Het cabaret vertrok in 1885, Aristide Bruant begon toen op dezelfde plek een cabaret onder de naam de Mirliton.
- Nr. 120 was voorheen een danszaal genaamd de Boule Noire, maar sedert 1880 is hier de concertzaal La Cigale gevestigd.

## Bereikbaarheid
Er rijden verschillende bussen, en bij het metrostation Anvers is een plaats waar alle toeristenbussen worden gelucht terwijl de inzittenden Montmartre beklimmen. Andere metrostations aan de boulevard Rochechouart zijn Pigalle dat naast lijn 2 ook wordt aangedaan door lijn 12, en Barbès-Rochechouart dat ook door lijn 4 wordt aangedaan.
- Virtual International Authority File: 242763142